# Замятнин, Владимир Николаевич
Влади́мир Никола́евич Замя́тнин (1892—1969) — советский экономист, специалист в области истории экономических учений в России. Доктор экономических наук, профессор. Заведующий кафедрой политической экономии Всесоюзного заочного финансово-экономического института в 1955—1964 годах.

## Биография
Родился 15 (3) сентября 1892 года в Воронежев семье юриста Николая Евгеньевича Замятнина и Екатерины Антоновны Замятниной. Братья — Борис Николаевич (советский ботаник) и Сергей Николаевич (советский археолог).  
В 1911 году окончил реальное училище в Павловске Воронежской губернии. Высшее образование получил на экономическом отделении Петроградского политехнического института (в 1918) и на факультете общественных наук Саратовского государственного университета (в 1921 году).
В 1918—1919 годах — инструктор-лектор кооперативного объединения в городе Аткарске Саратовской губернии, в 1919—1924 годах — инспектор Саратовского губернского отдела народного образования и учитель средней школы в Саратове.
В 1924—1929 годах — учитель средней школы в Воронеже и слободе Россошь Воронежской губернии, одновременно являлся инспектором отдела просвещения Юго-Восточной железной дороги.
В 1930—1935 годах — ассистент, доцент кафедры политэкономии в Воронежских институтах птицеводства, потребительской кооперации, лесного хозяйства, в 1934—1941 годах доцент Воронежского учебно-консультационного пункта Всероссийского заочного финансово-экономического института, одновременно доцент Воронежского сельскохозяйственного института.
В 1941—1944 — годах директор школы, инспектор отдела народного образования Юго-Восточной железной дороги.
В 1944—1953 годах — доцент, заведующий кафедрой политэкономии Воронежского государственного университета, уволен «за сокрытие дворянского происхождения». В 1954—1956 годах старший научный сотрудник Воронежского научно-исследовательского института сельского хозяйства.
В 1956—1964 годах — доцент, профессор, заведующий кафедрой политэкономии Всероссийского заочного финансово-экономического института (ВЗФЭИ−ВЗИНО; ныне — составная часть Финансового университета при Правительстве Российской Федерации) в Москве.
Умер 17 марта 1969 года в Москве.

### Монографии
- Социально-экономические взгляды А. Н. Радищева / Труды воронежского государственного университета. — Том XVI. — Выпуск третий. — Воронеж, 1949. — 40 с.
- Экономические взгляды Н. Г. Чернышевского. — М.: Госполитиздат, 1951. — 448 c. — 10000 экз.
- Основные течения экономической мысли в России в пореформенный период. — М., 1956—1957.
- Основные этапы развития русской прогрессивной экономической мысли. — М.: Знание, 1957. — 48 с.
- Развитие В. И. Лениным марксистской политической экономии. — М., 1959.

### Учебные пособия
- История экономических учений: Учебное пособие для заочников экономических вузов. — 3-е изд., перераб. и доп. — М.: Высшая школа, 1964.

### Статьи
- Экономические взгляды П. Л. Лаврова // Экономические науки. Научные доклады высшей школы. — 1961. — № 3.